# Obléhání Budína (1530)
Obléhání Budína v roce 1530 bylo neúspěšným pokusem Ferdinanda I. dobýt Budín z rukou Osmanů.
V roce 1529 Sulejman Nádherný dobyl Budín a dosadil Jana Zápolského jako svého vazala. Protože byl Zápolský slabý, Sulejman zanechal v Budíně posádku 3 000 osmanských vojáků pod velením Alvise (Ludovica) Grittiho, ke kterým se později připojilo dalších 800 Srbů a Turků.
Ferdinand chtěl vládnout celé Uherské říši, a proto se pokusil obsadit Budín, což vedlo k obléhání trvajícímu od 31. října do 20. prosince 1530.
Obléhatelé byli znevýhodněni špatným počasím a úspěšnou obranou hradu pod vedením Grittiho. Wilhelm von Roggendorf nařídil celkový útok 10. listopadu. Útok byl veden ze tří směrů: ze severovýchodu, z východu a z Gellértovy hory na jihozápadě. Zpočátku byl útok z jihozápadu úspěšný, ale obránci chytře využili své zálohy a útočníky odrazili.
Dne 20. listopadu byla hlášena blížící se osmanská posila, což vedlo ke zrušení habsburské ofenzivy. Armáda se 22. listopadu stáhla zpět do Vídně. Lze usuzovat, že útočníci ustoupili v panice, protože jejich nemocní a zranění vojáci byli zajati muži Jana Zápolského a následně zmasakrováni.